# ドラゴンボールZ 銀河ギリギリ!!ぶっちぎりの凄い奴
『ドラゴンボールZ 銀河ギリギリ!!ぶっちぎりの凄い奴』（ドラゴンボールゼット ぎんがギリギリ ぶっちぎりのすごいやつ）は、1993年（平成5年）7月10日に公開された「ドラゴンボール」シリーズの劇場公開作第12弾である。監督は上田芳裕。
キャッチコピーは「天下一大武道大会に現れた謎の銀河戦士!悟飯、フルパワーで立ち向かえ!!」。
夏休みの東映アニメフェアの1作品として上映された。同時上映作は『Dr.スランプ アラレちゃん んちゃ!ペンギン村より愛をこめて』『幽☆遊☆白書』。

## 解説
主人公の孫悟空がセルゲームにより亡くなったため、本作の主役は息子の孫悟飯。悟飯はそれまでのピッコロの道着ではなく、悟空と同じ亀仙流の道着を着用。劇場版第6作『地球まるごと超決戦』以来3年ぶりにレギュラーキャラクターがほぼ全員登場する。『DRAGON BALL大全集』には「劇中で、未来のトランクスが人造人間17号達を撃破したと語られている。このことから、ボージャック戦はセルゲーム終了から数か月後の事件と推定できる」と書かれている。
ストーリーでは、セルゲーム後、悟空と決着を付ける目標を失い、戦うことをやめたベジータが戦意を取り戻す経緯が描かれている。
エンディングは、悟飯の成長を回顧したものとなっている。
1995年（平成7年）6月2日に宮内幸平が死去したため、宮内が演じる亀仙人が登場する映画は本作が最後になった。

## あらすじ
賞金1億ゼニーと世界温泉めぐりが懸ったギョーサン・マネー主催の天下一大武道大会に出場した悟飯たち。かつて父・悟空も今の自分のように亀仙流の道着を着て修行に励んでいたと、優勝を目指し次々と勝ち進む悟飯。未来から人造人間を倒したことを報告しに来たトランクスや、いきなりピッコロと闘う羽目になってしまったが、ピッコロがくだらなさを感じ棄権したために勝ち進んでいくクリリンもそれに続いていた。しかし、ベジータは悟空が死んだショックから立ち直りきれておらず、トランクスの試合をつまらなさそうにテレビで観戦していた。あの世では大会の様子を悟空や界王も見物していた。同時に会場にいたミスター・サタンが地球を救ったことになっていたことも知ったようである。
ついに決勝の組み合わせが決定した大会では、バトルゾーンで銀河戦士と戦い勝って一番初めに戻ってきた選手が優勝というルールで試合が開始された。銀河戦士は東西南北それぞれの銀河を代表する戦士という振れ込みだが、実はサタンの弟子。しかし、本来現れるはずの彼らと入れ替わった謎の銀河戦士たちが出現した。
通常の選手との違いを感じ取ったクリリンだったが、なすすべなく敗れてしまう。悟飯もほかの選手との違いを感じて戦闘を開始。別の場所で何とか一味の一人を討ち取ったトランクスであったが、その直後に別の仲間に襲われてしまう。
それを見ていた界王はかつて銀河中を荒らしまわったボージャック一味であることを確信する。東西南北4人の界王によって封印されていたが、セルとの闘いで北の界王が死んでしまったために封印が解けてしまったという。悟空が不在の地球を守るべく、悟飯の戦いが始まる。

## 登場人物

### レギュラーキャラクター
- 孫悟空、孫悟飯 - 野沢雅子
- ピッコロ - 古川登志夫
- クリリン - 田中真弓
- トランクス - 草尾毅
- ヤムチャ - 古谷徹
- 天津飯 - 鈴置洋孝
- 餃子 - 江森浩子
- ベジータ - 堀川亮
- ミスター・サタン - 郷里大輔
- ブルマ - 鶴ひろみ
- チチ - 渡辺菜生子
- ウーロン - 龍田直樹
- 亀仙人 - 宮内幸平
- ナレーター、界王[3] - 八奈見乗児

### ゲストキャラクター
ボージャックとその仲間たちのコスチュームは海賊風のデザインで統一されており、特にズボンや身に着けている金具のデザインは全員同じ。また、全員濃い緑色の肌と橙色の髪をしている。
ボージャック
声 - 玄田哲章
その昔、東西南北の銀河を荒らし回っていたヘラー一族のリーダー。4人の界王により封印されていたが、セルとの戦いで北の銀河の界王が死んだことで封印が解けて復活した。ゴクア、ザンギャ、ビドー、ブージンの計4人の配下を引き連れて天下一大武道大会を乗っ取った。
パワーアップ形態へと変身した際には、黄緑色の肌と赤色の髪になる。圧倒的な戦闘力で悟飯、ベジータ、ピッコロ、トランクスらを凌駕するも、激怒して瞬間移動で一瞬下界に戻った悟空に一撃を見舞われ、悟空に叱咤され超サイヤ人2に覚醒した悟飯に攻撃を仕掛けるが通用せず、逆に腹部を貫かれる。最後の力を振り絞り悟飯との一騎打ちを計るも、すれ違いざまに悟飯の拳の一撃を再び喰らい爆死した。
のちの劇場版第15作『ドラゴンボールZ 復活のフュージョン!!悟空とベジータ』では、フリーザの部下として登場している。
名前の由来は「傍若無人」の「傍若」から。
鳥山明がキャラクターデザインをしたボージャックについてアニメスタッフの山室直儀は、「デザインラフを鳥山先生にお送りしたんです。そしたらカラーの生原稿5枚くらいで戻ってきて…。「本物だ！」と驚いた。自分がお送りした物から大きく変わっていた」と証言していて、このことを別のインタビューで「先生の引き出しの多さには本当に驚きますね。ボージャック一味の鳥山先生のデザイン画も、普通なら未来的なコスチュームになると思うんですが、いきなり海賊風でしたから。しかもちゃんとデザインにルールがあって、同じデザインのベルトやブーツで共通項を持たせているから異なるシルエットでも一目で一味だとわかるんですよね」と言っている。
ゴクア
声 - 森川智之
剣を駆使して戦う銀河戦士。劇中ではほかのメンバーとは唯一合流しなかった。ボージャックと同様にパワーアップ形態に変身してトランクスを圧倒するが、超サイヤ人に変身したトランクスに剣を砕かれ、直後に腹を拳で貫かれて倒された。
名前の由来は「極悪」から。
ザンギャ
声 - 丸尾知子
かつて銀河を荒らし回っていたヘラー一族の生き残り。銀河軍団の女戦士。天下一大武道大会の決勝バトルゾーンで対戦相手の銀河戦士とすり替わり、クリリンを一瞬にして倒した実力を持つ女性戦士。終盤に超サイヤ人2に覚醒し、ブージンとビドーを一掃した悟飯の実力を目の当たりにして怯んでいるところを、ボージャックに捨て駒にされて死亡した。
のちの劇場版第15作『ドラゴンボールZ 復活のフュージョン!!悟空とベジータ』では、フリーザの部下として登場している。
ボージャックの手下で唯一多くボージャックと共に出演しており、スーパーファミコンゲーム『ドラゴンボールZ 超武闘伝2』にも登場している。この作品の対戦モードで2人を戦わせてボージャックが勝利した際に隠しコマンドを入力することで、本作でのボージャックのザンギャへの行為に対する謝罪の言葉が聞ける。
名前の由来は「残虐」から。
ビドー
声 - 江川央生
大柄な銀河戦士。モヒカン頭、口ひげにイヤリングと、野生的な外見が特徴。巨漢のドスコイを片手で軽々と持ち上げ、そのまま絞殺するほどの怪力の持ち主。超サイヤ人2に覚醒した悟飯にブージンと共に襲い掛かるが、悟飯の拳の一撃で上半身と下半身が真っ二つになり爆死した。
名前の由来は「非道」から。
ブージン
声 - 龍田直樹（ゲーム『ドラゴンボールヒーローズ』）
紫色のターバンのような布を被った戦士。小柄で身のこなしがすばやく、糸のような結界で相手の動きを束縛して封じるなど、超能力を自在に操る。この技は他の戦士も使用できる。天津飯を倒すものの、超サイヤ人2となった悟飯にはかなわず蹴りの一撃で上半身と下半身が真っ二つになり爆死した。
名前の由来は「傍若無人」の「無人」から。
ギョーサン・マネー
声 - 龍田直樹
世界一の大富豪。息子・ドルの10歳の誕生日のために天下一大武道大会を開く。
オッカネー・マネー
ギョーサンの妻。夫と息子がメガネ着用なのに対し、自身はサングラスを着用。
ドル・マネー
ギョーサンの息子。サタンのファンであり、10歳の誕生日プレゼントとして、父に天下一大武道大会を開いてもらう。
プロデューサー
声 - 古川登志夫
天下一大武道大会の大会責任者。ギョーサンやサタンに振り回される。サタンに敬意を払っているが、銀河戦士出現時は物怖じするサタンを後ろからマシンの中に押し込めていた。
ウドー
声 - 宮内幸平
天下一大武道大会に出場した選手。悟飯の数倍はある大柄な体格で、一回戦の相手である悟飯を舐めきっていたが、足払いを食らってはるか彼方まで蹴り飛ばされた。
ドスコイ
天下一大武道大会に出場した力士。悟飯たちを除いて決勝に進出した選手。予選ではその巨体により出場選手を次々と場外に落とした。砂漠のバトルステージにて地中から突如現れたビドーに首を掴まれ、抵抗ができないまま絞殺された。
カンフーン
天下一大武道大会に出場した武道家。予選を勝ち残るが準決勝にてうっちゃりでドスコイに敗れる。

## スタッフ
- 製作総指揮 - 今田智憲、安齊富夫
- 原作 - 鳥山明
- 企画 - 森下孝三、清水賢治、金田耕司、週刊少年ジャンプ
- 製作担当 - 樋口宗久
- 脚本 - 小山高生
- 音楽 - 菊池俊輔
- 撮影監督 - 清水政夫
- 録音 - 二宮健治
- 編集 - 福光伸一
- 美術監督 - 徳重賢
- 作画監督 - 山室直儀
- 監修 - 山内重保
- 監督 - 上田芳裕
- 原画 - 富永真理、諏訪可奈恵、山室直儀、稲上晃 他
- 宣伝協力 - フジテレビ

## 主題歌
オープニングテーマ - 「CHA-LA HEAD-CHA-LA」
作詞 - 森雪之丞 / 作曲 - 清岡千穂 / 編曲 - 山本健司 / 歌 - 影山ヒロノブ
エンディングテーマ - 「銀河を超えてライジング・ハイ」
作詞 - 佐藤大 / 作曲 - 清岡千穂 / 編曲 - 山本健司 / 歌 - 影山ヒロノブ

## 映像ソフト
いずれも東映ビデオより発売。
- VHS・LD
1994年（平成6年）2月11日に発売。
- DVD
  - DRAGON BALL 劇場版 DVDBOX DRAGON BOX THE MOVIES
2006年（平成18年）4月14日発売。
  - DRAGON BALL THE MOVIES #09 ドラゴンボールZ 銀河ギリギリ!!ぶっちぎりの凄い奴
2008（平成20年）年12月12日発売。
- Blu-ray
  - DRAGON BALL THE MOVIES Blu‐ray ♯05
2018年（平成30年）12月5日発売。

## 関連書籍
- ジャンプ・アニメコミックス ドラゴンボールZ 銀河ギリギリ!!ぶっちぎりの凄い奴 - 集英社、1993年11月24日、ISBN 4-8342-1188-6